# Банде у Уједињеном Краљевству
Организовани криминал везан за банде у Уједињеном Краљевству концентрисан је око градова Лондона, Манчестера и Ливерпула и регионално преко регије Западни Мидландс, јужне обале и северне Енглеске, наводи Агенција за тешки организовани криминал. Што се тиче уличних банди, градови за које је утврђено да имају најтеже проблеме са бандама, који су такође чинили 65% убистава ватреним оружјем у Енглеској и Велсу, били су Лондон, Бирмингем, Манчестер и Ливерпул. Глазгов у Шкотској такође има историјску културу банди као град који има исто тинејџерских банди као и Лондон, који је имао шест пута више становника, у 2008.
Почетком двадесетог века, градови Лидс, Бристол, Брадфорд (укључујући Китли) и Нотингем све су командовали насловима који су се односили на уличне банде и претрпели њихов удео у високом профилу ватреног оружја. Шефилд, који има дугу историју банди из 1920-их у књизи "Ратови банди у Шефилду", заједно са Лестером је један од бројних урбаних центара за које се види да су у настојању или поновном појављивању банди.
Дана 28. новембра 2007. године, велика офанзива од стране банди у Бирмингхаму, Ливерпулу, Лондону и Манчестеру довела је до 118 хапшења. Више од 1.000 полицајаца било је укључено у рације. Нису сви од 118 ухапшених повезани са оружјем; други су били повезани са дрогом, проституцијом и другим злочинима. Министар унутрашњих послова Џеки Смит рекла је да се показало да полиција може да се "бори против банди".
Све чешће британске уличне банде у одређеним средиштима града као што су Лондон и Манчестер су под утицајем америчког Крипса и Блодса. О томе сведочи идентификација са бојама, знаковима руку, ознакама графита, а у неким случајевима и именима банди, на пример Олд трафорд крипс и Мос сајд Бладс или 031 (нула-три-један) Бладс ганг и АБМ (Све о новцу) Крипс. Међутим, овај феномен је од тада опао.
Дебата траје у погледу обима и природе активности банди у Уједињеном Краљевству, са неким академицима и креаторима политике који тврде да је тренутни фокус напора за примену у чланству банди непрепоручљив, с обзиром на недостатак консензуса о односу између банди и криминала.
Због штедње постоји мање клубова за младе и постоји мања понуда за младе, што ствара вакуум. Омладина, нека деца од 10 година се обраћају бандама због пријатељства и заштите. Касније се млади присиљавају на илегалне активности, нарочито продају и трговину илегалним дрогама.

## Банде у главним урбаним центрима

### Белфаст
Према једном извештају, Северна Ирска има преко 150 активних криминалних банди од 2014. У Белфасту посебно, извештај из 2003. године процењује да постоји око 80 банди, које су номинално секташке, ангажоване у рекетирању широм града.
Истрага из 2014. године показала је да су неке банде у Белфасту посебно непријатељски настројене према не-белим становницима града, а забележени су бројни случајеви расно мотивисаног насиља, застрашивања и изнуде.
Банде у Белфасту су умешане у кријумчарење људи и трговину људима. Иако је вајс-индустрија раније била углавном на улици, последњих година се преселила у затворене просторије у домове и хотеле и формирала ближе везе са мрежама организованог криминала. Групе за трговину људима у Белфасту, као и у остатку Северне Ирске, имају тенденцију да буду кинеског или источноевропског порекла, користећи локално становништво као посреднике у њиховој мрежи.
Године 2014., три ноћи насиља у Источном Белфасту довеле су до Полицијске федерације за Северну Ирску наводећи: "Бандитска култура мора бити разбијена како би људи могли обављати свој посао без страха да ће бити погођени пројектилом или застрашивани."

### Бирмингем
Пики Блајндерс су били криминална банда са седиштем у Бирмингему, Енглеска, крајем 19. века и, у мањој мери, почетком 20. века. Филип Гудерсон, аутор часописа Гангс оф Бирмингем, наводи да су Пики Блиндерс настали као специфична банда, али је термин касније постао генеричка ознака. Ранија банда позната под именом Чипсајд Слогерс развила се седамдесетих година 19. века, а термин "Слогерс" (што значи борци) већ је постао генеричка локална етикета за уличне банде када су се Пики Блајндерс појавили на крају века у улици Адерли, у области Бордеслај и Смол Хеат, које су у то време биле изузетно лишенe сиротињске четврти Бирмингхама. Пики Блајндерс су се разликовали по свом стилском слоју, за разлику од ранијих банди. Познати чланови су били Давид Тејлор (затворен због ношења оружја са 13 година), "беби-фејс" Хари Фовлес, Ернест Хаинес и Стивен МекНикл.
Почетком двадесетог века, једна од банди у Бирмингему, позната као Брумагем Боис (Брумагем жаргон за Бирмингам), почео је да шири своју криминалну мрежу са улица Бирмингема на целу земљу. Захваљујући знатно побољшаном транспорту, регионалне банде су по први пут успеле да се прошире изван улица које су их створиле. Нова железничка пруга између Бирмингхама и Лондона значила је да могу циљати богатство тркалишта у главном граду.
Након нереда Хендсворт 1985. године, млади су се окупили у групе које су се убрзо претвориле у ситне злочине и пљачке. Крајем осамдесетих година прошлог века, Џонсон Крев, назван по њиховом дружењу са Џонсонс Кејфеом, контролисао је тржиште дроге и обезбеђење ноћних клубова на великом подручју Бирмингема.
Након пада између чланова Џонсон Крев-а, Бургер Бар Бојси су се формирали, узимајући своје име по Сохо Роад фаст-фуд споју. Ово је започело насилну свађу између Јохнсона и Бургер Бар Бојса, која је решена у примирју покренутом од стране Матијаша "Шаба" Томпсона 2010. године, уз помоћ документарца Пени Вулкок. Процес формирања примирја забележен је у документарном програму Ченел 4, "Миљама миљама далеко". Након примирја, насилни злочини пали су за 50% у подручју поштанског броја Б6 и 30% у Б21.
Све више колаборативни односи између две банде довели су до тога да неки у медијима описују их као сличније 'супер банди', настојећи да успоставе већу националну мрежу организованог криминала, уместо да контролишу своје пост-код области. Други извештаји сугеришу да су обе банде ефективно неактивне, и да не постоји 'супер банда'.
Међутим, 20 пуцњава средином 2015. године било је повезано са сукобом између Бургер Бар Боис-а и Џонсон Крев-а, сугеришући да било какво примирје више није активно и ривалство банди је обновљено.

### Глазгов
Историјат банди у Глазгову може се пратити све до 18. века, мада је прва медијска помисао на банде у Глазгову била тек 1870-их година, уз признање пандиних мафија. Претпоставља се да је пораст глазговских банди из 1850-их био резултат прилива ирске миграције која је укључивала и оне из традиционалних ирских борбених банди као што су каравати и Шанавестс. До двадесетих година, многе банде у Гласгову су се углавном сматрале борбеним бандама, а не криминалним бандама, иако је било раширених извештаја о изнудама и рекетима заштите, посебно у Ист Енду и Соут Сајду. До 1930-их, Глазгов је стекао репутацију широм Британије као легло банде и сматрао се у то време британским одговором у Чикагу, домом неких од најстрашнијих америчких гангстера. Ове банде су се у овом тренутку звале и британске банде које су добиле име по свом оружју по избору.
Једна од најзлогласнијих банди у Гласгову били су Били Бојс, секташка антикатоличка банда, коју је 1924. године основао Вилиам Фулертон након што га је напала група младих католика. Многе банде на источном крају Гласгова (као што су ривали Били Бојса, Норман Конкс) биле су и секташке и територијалне, док су у другим окрузима биле првенствено територијалне.
Култура банди која преовладава у старијим, централним деловима града, као што су Горбали који су постали пренатрпани и подстандардни у животним условима, није нестала када су ова подручја очишћена и обновљена након Другог светског рата са многим становницима који су били преуређени или у кластерима блокова или у великим периферним зградама попут Ускршње куће, уместо тога, пошто су могућности запошљавања постале ограничене у постиндустријском добу, структурне мане, грешке у планирању и сродна социјална питања постала су очигледна у програмима као што су године прошло је и зависност од хероина проширила се по граду, нове банде (поред неких које су остале у првобитним областима) формиране су у модерним срединама и остале су истакнуте деценијама, посебно у многим областима депривације и лошег здравља у Глазгову, где генерације младих људи који су патили у детињству и нашли су се са мало тога да заузму своје животе као тинејџери, осим циклуса узбудљивог, али замишљеног без колективног рекреативног насиља (које обично потиче од алкохола) против сличних група из суседних округа. Овај стил живота је приказан годинама касније у филмовима као што су Мала лица и Нидови. Неки од ових младића су се преселили у друга криминална предузећа, укључујући и операције уносних путева ван града у источном делу града, током '80 -их, који су трговали украденом имовином и дрогом, које су контролисали гангстери, као што је Там МекГрав, а резултат је био '. рат у сладоледу је на крају кулминирао смрћу једне породице.
У извештају Ивнинг Тајмса из 2008. године наводи се да је у Гласгову било 170 банди, док је ранији извештај 2006. укључивао мапу која приказује локацију и листу банди у Глазгову. Поред инцидената из других извора, укључујући насиље у породици и организовани криминал, понашање уличних банди допринело је да је Глазгов средином 2000-их проглашен "капиталом убиства Европе". Банде у Глазгову - неке укључе у снабдевање дрогом, пуцњавама и другим илегалним активностима, али најчешће мафија са минималном руководећом структуром, усредсређеном на побољшање њихове локалне репутације на чувеном гласу и одбраном своје "територије" - обележена територија са ознакама или графитима, и усвојила је одређени стил облачења и говора у свакој ери, дефинисана као 'нед култура'. Већина борби великих размера организована је унапред телефонским позивима, текстуалним порукама и касније путем онлајн контакта, али у свако доба дана супарничке четврти постале су „не ићи тамо - подручја“ за чланове банди, као и за  оне младе људе који нису били укључени у насиље, али су могли бити идентификовани као они који живе у неком другом подручју.
Уобичајено ношење ножева и другог оружја било је уобичајено тамо где је био присутан страх од напада, са озбиљним и трагичним последицама које су често биле последица сукоба када се догоде. Неколико кампања је покренуто од стране органа за спровођење закона и владиних агенција како би се обесхрабрило поседовање оружја, укључујући програм провера за 2009. годину за аутобусе који иду према центру града, где ће се банде састатајати како би се бориле када су напуштале своју територију. Ранија кампања из 1990-их, 'Операција Блејд', у почетку се чинило да даје резултате пре него што су се учесталост употребе оружја и насиља убрзо вратило на претходне нивое и након тога опет повећало. Нису сва убиства повезана са бандама, али преовлађујућа култура у граду је довела до тога да се оружје носи са собом, у комбинацији са злоупотребом алкохола, озбиљни инциденти су резултат често тривијалних случајева.
У последњим годинама 20. века дошло је до пораста азијских банди, посебности на југу Глазгова. Азијска култура банди, насиље и криминал у граду, која је обично била ограничена на њихове заједнице, дошла је до шире пажње након расно мотивисаног убиства Криса Доналда од стране локалних мушкараца из пакистанског порекла 2004. године. Током тог периода, након убиства Доналда, као и перцепција да су тражиоци азила који су били смештени у празним просторијама у неким од најскровитијих подручја у Гласгову, имали приоритет над локалним становништвом, неке од тинејџерских банди које су се називале Нацистима.
У деценији након објављивања извештаја Ивнинг Тајмса, број младих људи који су укључени у 'младе тимове' у Глазгову и број озбиљних насилних инцидената забележених као резултат њихових активности знатно су се смањили; 2016. године, аутори чланка у истим новинама сугеришу да су везе са идентитетом банди биле дубоко укорењене у локалним заједницама и мало је вероватно да ће у потпуности нестати дуги низ година, али да мере за борбу против проблема као што је полицијска Јединица за смањење насиља (која се ангажовала са постојећим члановима банде, охрабрујући их да испитају негативне последице свог понашања, да траже позитивне везе са својим 'непријатељима' као што су фудбалске утакмице у петак увече и на отвореном. потраге, и да пруже могућности за обуку и запошљавање као алтернативу начину на који су знали) биле су делотворне у значајној мери. Други спољни фактори као што су повећана доступност напредне интернет технологије за играње на срећу и широка употреба друштвених медија међу младима - за које је признато да имају своје властите проблеме као што су социјална изолација и малтретирање на интернету, као и омогућавање 'Млади тимови' платформа која се може похвалити својим подвизима и подругљивим ривалима- такође су допринели општем смањењу броја локалних тинејџера који се редовно шетају улицама и траже дружење или сукоб, који су отворено изразили припадност насилној банди која је чешће суочена с негативном реакцијом већине својих вршњака него у прошлости. Након пораста криминала у Енглеској и Велсу, посебно у Лондону, у 2010. години, објављено је да та подручја проучавају приступ Шкотске у решавању истог тог питања.
Међутим, ВРУ је признала да је само око половина свих насилних инцидената који су се догодили пријављена полицији (у поређењу са подацима из болничких пријема и других истраживања), док је насиље повезано са организованим криминалом у деловима града [многи од оних који су укључени у “дипломирање” из локалних уличних банди) и даље су значајан проблем.

### Ливерпул
Уличне банде у Ливерпулу постоје од средине 19. века. Било је и разних секташких 'политичких' банди које су се налазиле у и око Ливерпула током тог периода. Др. Мајкл Микелви из Универзитета Ливерпул Џорџ Морс и аутор Ливерпулске банде наводи: "Можете научити лекције из прошлости и фасцинантно је упоредити новинске наслове данашњице с онима с краја 1800-тих. Питања су потпуно иста. били су забринути због пораста криминала младих и утицаја 'ужасног' новца на понашање људи. Као и данас, неки коментатори су захтевали дуже затворске казне, па чак и шибање, док су други тражили боље образовање и више клубова за младе.
Почетком осамдесетих година, Ливерпул су медији означили као "Смак сити" или "Скаг сити", пошто је доживео експлозију организиовног криминала банди и злоупотребе хероина, посебно у градовима који су у лошијем положају. Истовремено, неколико криминалних банди почело је да се развија у картеле за дрогирање у граду, укључујући и мафију у Ливерпулу, која је била први такав картел који се развио у Великој Британији. Како су дроге постајале све вредније, развијене су велике дистрибутивне мреже са произвођачима кокаина у Јужној Америци, укључујући и картел у Калију.  Временом је неколико Ливерпулових гангстера постало све богатије, укључујући Колина 'Смигера' Смита, који је имао процењено богатство од 200 милиона фунти и Кертиса 'Коки' Варена, чије се процењено богатство једном видело на листи богатих Сандеј Тајмс.
Такође је сугерисано да дистрибутивне мреже за илегалне дроге унутар Ирске и Велике Британије, па чак и наводно нека медитеранска одмаралишта, данас контролишу разне банде из Ливерпула.
Извештај у Обсерверским новинама, који је написао новинар Питер Беамонт, под називом Гангстери су ставили Ливерпул на врх лиге (28. мај 1995), приметили су да су у Ливерпулу избили ратови на терену. Високи нивои насиља у граду дошли су до изражаја 1996. године, када се, након пуцњаве гангстера Дејвида Унгија, догодило шест пуцњава у седам дана, што је навело Мерзисајдску полицију да постане једна од првих полицијских снага у земљи која је отворено носила оружје у борба против оружаног криминала. У званичној статистици Министарства унутрашњих послова откривено је да је у региону Мерзисајд током периода од четири године између 1997. и 2001. године било укупно 3.387 кривичних дела која укључују ватрено оружје. Откривено је да је Ливерпул био главни центар организованог криминала на северу Енглеске.
У августу 2007. године, рат између две ривалске банде изазвао је бес у целој земљи, када је невини 11-годишњи Рис Џонс убијен у врат и умро у мајчином наручју на паркиралишту пивнице Фир Три у Кроксит Ливерпулу. Дана 16. децембра 2008, Сон Мерсер је осуђен за убиство и наложено му је да служи минималну тарифу од 22 године од стране судије за ратне злочине г. Џастис Ервина.

### Лондон
Лондон је био први град за који је утврђено да има велики проблем са криминалним бандама, након чега су уследили амерички градови као што су Њујорк, Чикаго и Лос Анђелес. Бројне уличне банде биле су присутне у Лондону током двадесетог века, многи у Ист енду, често се спомињу као мафије, укључујући и јиџере, Хокстон Моб, Вотни Стритерс, Олдгејт Моб, Ваитчапл Моб, Батнал Грин Моб и организовану италијанску мафију. на челу са Чарлсом Сабинијем. Историја ових банди је добро документована у "Лондонском подземљу: три века порока и криминала".
ББЦ је 21. фебруара 2007. године објавио извјештај о необјављеној метрополитанској полицији о лондонској култури банди, идентификујући 169 одвојених група (си Гето Бојс, Тотенхем Мендем и Пекам Бојс), за које се тврди да су били умешани у убиства. Неке лондонске градске четврти су испитале тачност извештаја због нетачности на местима и постојање одређених банди на списку није се могло поткрепити. Центар за социјалну правду идентификујући банде у Лондону као корисно средство у стварању целокупне слике лондонских банди, као што је истакнуто у извјештају "Умирање да припада: дубински преглед уличних банди у Британији", коју је 2009. године предводио лидер конзервативаца Ијан Данкен Смит.
У фебруару 2007. године, криминолог др. Џон Питс са Универзитета у Бедфордширеу рекао је: "Вероватно нема више од 1.500 до 2.000 младих људи у бандама у целом Лондону, али њихов утицај је огроман". Не постоји методологија која би сугерисала одакле је дошао тај број и како је добијен. Штавише, у децембру 2007. године у извештају који је написао Питс о бандама Ламбет, он тврди да се доминантна банда (ПДЦ из града Анђела) "може похвалити са 2.500 чланова". Вероватно је тачнија процена за чланство у бандама, иако датирана, пронађена у документу Министарства унутрашњих послова за 2004. годину "Делинквентне омладинске групе и понашање које крши правила". У извештају, користећи методологију коју су развили амерички стручњаци и практичари, процењено је да је 6% младих у доби од 10 до 19 година класификовано као припадници делинквентних група младих, иако је на основу најстрожег критеријума то било 4%.
Постоји модерна историја лондонских банди из 1970-их, иако су многе од њих настале из супкултура као што су панк, Растес и фудбалски хулигани. Две познате супкултуре укључене у насилне сукобе током немира у Нотинг Хилу 50-их година прошлог века, Теди Бојс и Ридбојс, данас би могле бити означене као банде данашњих медија. Међу тренутним лондонским бандама чија историја сеже до 1970-их су Пекам Боис и Тотенхем Мандем, и претежно или потпуно црни. Родне британске банде остају активне док постоји неколико азијских банди у Лондону, као што је Брик Леин Масив, многи су првобитно формирани како би заштитили своје локалне заједнице од расистичких напада домаће беле популације. Од 2000. године, Тамилске банде у Кројдону и Вемблиу су активне као што су "Вембли Бојс" и "Тамил Снеик Ганг".  Тамил Хинди банде у Лондону су такође представљене као један од многих великих етничких банди у Рос Кемповом документарцу о Лондонским бандама. У лондонском округу Тауер Хамлетса, процјењује се да је 2.500 бенгалских младих припадника локалних банди и да је 26 од 27 банди у том подручју Бангладеша. Међутим, већина Азијата повезани с бандама и организованим криминалом у Лондону су пакистанског порекла, а пакистанске банде у Лондону могу се наћи у Редбриџу, Валтам Форесту, Њуаму, Елингу, Бренту, Хоунслову, Баркингу и Дагенаму. Чланови су били црни, 12,8% били су бели, 6,5% азијски (пакистански, индијски и бангладешки), 2,2% су били блискоисточни / Арапи, а испод 1% су били Источна Азија или непозната етничка припадност.
Године 2018. истраживачи са Лондонског универзитета Соут Бенк открили су да су банде у лондонском округу Валтам Форест, које су некада биле организоване у ривалству поштанских бројева, превазишле територијалне спорове како би се фокусирале на профитабилне активности као што је трговање дрогом. Они наводе модел еволуције банде Џаејмса Денслиа, који детаљно описује како банде напредују од рекреативних циљева и активности као што су одбрана поштанских бројева за финансијске Циљеве и активности као што је трговање дрогом. Денсли закључује да потпуно развијене банде "личе не само на организовани криминал, већ су организовани криминал".  Денсли је такође открио да су банде у Лондону такође користиле руке и тетоваже банди да би означиле чланство у банди. Неке банде у Лондону су мотивисане религијом, као што је случај са муслиманском патролом. Међутим, профит који потиче од дрога и других криминалних активности је значајан мотиватор за многе банде.

### Манчестер
Прве забележене банде у Манчестеру биле су "Скутлерс", које су биле омладинске банде које су регрутовале дечаке и девојчице између 14 и 21 године. Они су постали истакнути међу сламовима током друге половине 19. века, али су углавном нестали до почетка 20. века. Средином осамдесетих година, пораст насиља међу британским младићима са западне стране Алекандар Парка у јужном Манчестеру и њиховим ривалима, западним Индијанцима који живе на северу града, у Читем Хилу почео је привлачити пажњу медија. Град је понекад назван у медијима као 'Гангчестер' и 'Ганчестер'.
Ратови банди у Манчестеру су први пут привукли пажњу националних медија у часопису Гардиан 7. јуна 1988. године. У чланку, Клајв Аткинсон, заменик шефа ЦИД-а, рекао је: "Имамо посла са црном мафијом која представља претњу целој земљи. заједница ".
Култура банди се проширила на многе сиромашне области у јужном Манчестеру. Злочин повезан с бандама догодио се 9. септембра 2006. у Мос Сиду, где је Џеси Џејмс, 15-годишњи школарац, убијен у раним јутарњим сатима. Сматра се да је његово пуцање резултат погрешног идентитета једног ривалског члана банде. До данас његов убица није пронађен.
У априлу 2009. године, једанаест чланова Гуч Ганга је проглашено кривим за неколико оптужби које се крећу од убиства до кривичних дела против дроге. Гуч Ганг је имао дугогодишње ривалство са једнако познатом Додингтонском бандом. Гуч банда је радила са структуром на више нивоа. На врху су били лидери банде, Колин Џојс и Ле Емос, а испод њих су били чланови који су контролисали снабдевање и дистрибуцију дроге уличним трговцима на дну. Банда је зарађивала око 2,000 фунти дневно, док су трговци на улици дозвољавали да задрже 100 фунти дневно за себе. Након 2001. године када су Џојс и Емос послани у затвор на оптужбама за ватрено оружје, уследио је пад од 92% у оружаном злочину у централном Манчестеру. Званични подаци о криминалу који су омогућили оружје показују смањење од 17% у Манчестеру када се упоређује 2005/06 (1.200 прекршаја) и 2006/07 (993 кривична дела). Међутим, ово је праћено повећањем од 17% у 2007/08 (1.160 кривичних дела) у поређењу са 2006/07. У 2009. години забележено је да је пуцњава пала за 82% у односу на претходну годину.
Поред банди са пиштољима, Манчестер је такође дом за Интер Сити Џиберс, елемент у главној градској банди хулигана која користи фудбалско хулиганство као покриће за аквизитивне облике криминала. Према бившем хулигану Манчестер Јунајтеда Колину Блениу у својој аутобиографији 'Непожељни', чланови банде су били умешани у озбиљне облике криминала, као што су кријумчарење дроге из Латинске Америке и Кариба, обављање оружаних пљачки и пљачкање дилера дроге. У интервју у часопису Вајс, чланови банде су говорили о везама са либералским картелима за кријумчарење дроге и осудама за кривична дела укључујући оружану пљачку, преваре са кредитним картицама и продају дроге класе А.

## Дрог банде
Један број криминалних банди у Уједињеном Краљевству специјализован је за увоз, производњу и продају недозвољених дрога. Процењује се да је од 2,800 банди идентификованих у Уједињеном Краљевству 60% укључено у дрогу. Међу њима су и Еардес, такође познати као посес у Америци, који су генерално повезани са крек кокаином. Године 2003. објављено је да су банде дроге Ерди биле присутне у 36 од 43 полицијске области у Енглеској и Велсу. Једна од истакнутијих су Еги Крев у Бристолу.
Године 1998. шест чланова Еги Крев-а је затворено након што су пронађени у поседу крека-кокаина вредног више од милиОн фунти.
Било је упада у град, који је био последња фаза Операције Атријум, покренута 2001. године како би се зауставио криминал у вези с дрогом у Бристолу ометањем организованих банди. Више од 960 људи ухапшено је у протеклих 18 мјесеци. 2009. Олимпиан и стручњак за џудо, Џејк Вајта, осуђен је за прекршаје у вези са дрогом, пошто је био извршилац за ланац дроге који је зарађивао 50 милиона фунти годишње.
Азијске дроге, обично пакистанске, бенгалске, тамилске и индијске, присутне су и у Уједињеном Краљевству. Бангладешке банде се углавном налазе у Тауер Хемлетима. Значајне банде Тамил Хинду укључују Харов Темилс и Вемблеи Темилс. У Лондону су индијске банде углавном концентрисане у Соутхалу, Бренту и Харову. Међутим, Азијци пакистанског порекла забележили су највећи број азијских банди у Уједињеном Краљевству. Значајне пакистанске банде у Уједињеном Краљевству често су повезане са увозом и дистрибуцијом хероина. Примери пакистанских наркобанда у Уједињеном Краљевству изван главних урбаних центара могу се наћи у Бедфорду, Редбриџу, Валтем Форесту, Лутону, Бредфорду, Бирмингему, Блекберну, Њукаслу, Шефилду, Лидсу, Манчестеру и многим другим већим градовима и подручјима Север и Мидланд у Великој Британији, који су били повезани са вишеструким пуцњавама, пљачкама, нападима ножем и убиствима међу ривалским бандама. Мидлсбро и Олдхам. Полицијски официри за дроге су 2003. године тврдили да су азијске банде активно тражиле да искористе тржиште хероина.
У другим извештајима се сугерише да је Турска заменила Пакистан и Авганистан као најважнију транзитну тачку за хероин, а процењује се да 80% хероина које су британске власти пресреле припада турским бандама, које су раније припадале пакистанским и авганистанским бандама. Недавна бујица убистава у Лондону 2009. године повезана је са ратом против хероина који је укључивао ривалске турске и турско-курдске банде у северном Лондону. Верује се да се свађа одвија између двеју организованих наркотичких банди, турских 'Тотенхем Боис' и 'Бомбаркилер' или 'Бомбардера' из Хекнеија. Бомбардере је предводио Абдулах Бејбисан, за кога се тврди да је највећи британски увозник хероина, а 2006. године је осуђен.

## Организоване криминалне групе
Британија има велики број традиционалних компанија за организовани криминал или локалне британске криминалне породице. Неки од најпознатијих су Браћа Краи, Ричардсон Ганг и Тери Адамс Керкенвел криминални синдикат у Лондону. Изван главног града налазе се Нонани у Манчестеру, Томас Мкграв из Гласгова и Кертис Варен из Ливерпула који су међу најпознатијим.
У новије време појављивање организованих криминалних група изван Уједињеног Краљевства све је више документовано у британским медијима. Неки синдикати организованог криминала за које се зна да делују у Уједињеном Краљевству укључују тријаде, руску мафију, албанску мафију и Раткиал Роверс.

## Секташке банде
У британским градовима као што су Ливерпул у Енглеској, Глазгов у Шкотској и Белфаст у Северној Ирској појавиле су се секташке или „политичке“ банде. Белфаст је главни град Северне Ирске од њеног оснивања 1921. године, према Закону о влади Ирске из 1920. године. Од свог настанка као великог града, био је поприште различитих епизода секташког сукоба између римокатоличке и протестантске популације. Ове супротстављене групе у овом конфликту сада се често називају републиканским и лојалним, мада се и називају "националистичким" и "унионистичким".
Најновији пример тога је позната као Северноирски - грађански сукоб који је беснео од 1969. до краја 1990-их. Белфаст је видио неке од најгорих проблема у Северној Ирској, посебно седамдесетих година прошлог столећа, када су се паравојне групе супарника формирале на обе стране. Бомбардовање, атентат и улично насиље чинили су позадину за живот кроз проблеме. Привремена ирска револуционарна армија детонирала је двадесет две бомбе, све у затвореном подручју у центру града 1972. године, на такозваном "Крвавом петку", убивши девет људи.
ИРА је такође убила стотине других цивила и припаднике снага безбедности. Лојалистичке паравојне јединице Алстер Волонтер Форс(УВФ) и Алстер Дифенс Асоциејшн(УДА) тврдиле су да су убиства која су извршена била одмазда кампањи ПИРА-е. Већина њихових жртава били су римокатолички цивили који нису били повезани са привременом ИРА-ом. Посебно озлоглашена група, базирана на Шанкил Роаду средином 1970-их, постала је позната као Шанкилл Бучерс. Све у свему, више од хиљаду пет стотина људи убијено је у политичком насиљу у граду од 1969. до 2001. године. Део наслеђа Троублеса је да су и републичке и лојалне паравојне групе у Белфасту биле укључене у организовани криминал и рекетирање.

## Дебата око утицаја банди
Ронимеид Траст сугерише да упркос добро увежбаном јавном дискурсу о младим бандама и 'култури банди':
Ми заправо знамо врло мало о 'бандама' у Великој Британији: о томе како би се 'банда' могла дефинисати или разумети, о томе шта значи бити у 'банди' значи ... Знамо још мање о томе како је 'банда' повезана с разинама. насиља над младима.
Професор Симон Халсворт тврди да су тамо где постоје, банде у Великој Британији "далеко флуидније, нестабилније и аморфне од мита организоване групе са корпоративном структуром". Ова тврдња је подржана теренском студијом коју је спровео Универзитет у Манчестеру, која је утврдила да „већина спорова унутар и између банди… потиче од међуљудских спорова у вези са пријатељима, породицом и романтичним односима“, за разлику од територијалног ривалства, и да злочиначка предузећа су „ретко координирана од банди ... већина укључених чланова банди који делују као појединци или у малим групама.“
Котрел-Боис, пишући у часопису Ит Џуастис, тврди да су банде конструисане као "погодан непријатељ" од стране политичара и медија, замагљујући шире, структуралне корене насиља међу младима. На нивоу спровођења, фокус на чланство у бандама може бити контрапродуктиван; стварајући конфузију и резултирајући приступом "повуци-нето" који може криминализовати невине младе људе, а не фокусирати ресурсе на озбиљне насилне злочине.